# Ngữ hệ Phi-Á
Ngữ hệ Phi Á là một ngữ hệ lớn với chừng 300 ngôn ngữ và phương ngữ. Những ngôn ngữ trong hệ có mặt ở Tây Á, Bắc Phi, Sừng châu Phi và Sahel.
Ngữ hệ Phi-Á có 495 triệu người bản ngữ, đứng thứ tư trong số các ngữ hệ (sau ngữ hệ Ấn-Âu, Hán-Tạng và Niger–Congo). Hệ có sáu nhánh con: Berber, Tchad, Cushit, Ai Cập, Omo và Semit.
Ngôn ngữ có đông người nói nhất hệ là tiếng Ả Rập, một ngôn ngữ nhánh Semit, bao gồm tiếng Ả Rập hiện đại tiêu chuẩn và các dạng tiếng Ả Rập nói thông tục. Tiếng Ả Rập có chừng 290 triệu người bản ngữ, tập trung ở Tây Á và Bắc Phi.
Những ngôn ngữ nổi bật khác là:
- Tiếng Hausa, ngôn ngữ uy tín ở bắc Nigeria, bắc Ghana, và nam Niger, là bản ngữ của 27 triệu người và được sử dụng như lingua franca bởi 20 triệu người khác ở Tây Phi và dọc Sahel[6]
- Tiếng Oromo, nói ở Ethiopia và Kenya bởi tổng cộng 33 triệu người
- Tiếng Amhara, nói ở Ethiopia, có 25 triệu người bản ngữ cộng với hàng triệu người nói như ngôn ngữ thứ hai
- Tiếng Somali, nói bởi 15 triệu người ở Somalia, Djibouti, đông Ethiopia và đông bắc Kenya
- Tiếng Hebrew, nói bởi 9 triệu người ở Israel và các cộng đồng Do Thái toàn cầu[7]
- Tiếng Tigrinya, nói bởi 6,9 triệu người ở Eritrea và Ethiopia
- Tiếng Kabyle, nói bởi 5 triệu người ở Algérie.
- Tiếng Tamazight Trung Atlas nói bởi 2,5 triệu người ở Maroc[8]

Ngoài những ngôn ngữ ngày nay, ngữ hệ Phi-Á còn có nhiều ngôn ngữ cổ quan trọng, như tiếng Ai Cập, tiếng Akkad, tiếng Hebrew Kinh Thánh và tiếng Aram cổ.

## Urheimat của ngữ hệ Phi-Á
Urheimat của ngữ hệ Phi-Á (Urheimat có nghĩa là "quê hương ban đầu" trong tiếng Đức) chỉ nơi mà người nói ngôn ngữ Phi-Á nguyên thủy từng sống thành một cộng đồng, hay một tập hợp cộng đồng, có chung ngôn ngữ. Những ngôn ngữ Phi-Á ngày nay chủ yếu có mặt ở Tây Á, Bắc Phi, Sừng châu Phi, Sahel.
Hiện không có sự nhất trí về vị trí và thời điểm mà ngôn ngữ nguyên thủy từng tồn tại. Những nơi được đề xuất là Bắc Phi, vùng trong của Sừng châu Phi, miền Đông Sahara và Levant.